# Antigua People’s Party
Die Antigua People’s Party (APP) war eine politische Partei aus Antigua und Barbuda.

## Geschichte und politische Ausrichtung
Die linksgerichtete Partei entstand im Jahr 1970 auf Betreiben des Geschäftsmanns und Rechtsanwalts John Rowan Henry. Ausgangspunkt der Bewegung war eine Strömung innerhalb des Progressive Labour Movement mit dem Namen Antigua Progressive Movement. Die Anhänger dieser Strömung vertraten die Ansicht, dass es innerhalb des politischen Systems von Antigua und Barbuda zu einer strengeren Trennung zwischen den politischen Parteien und den Gewerkschaften kommen müsse. Nach der Abspaltung des Antigua Progressive Movement vom Progressive Labour Movement im Jahr 1969 wurde die Antigua People’s Party 1970 als eigenständige Partei gegründet. zu ihren prominentesten Mitgliedern gehörte der Parlamentarier Reuben Harris, der bei einer Nachwahl im Jahr 1968 als Kandidat des Progressive Labour Movement in das Repräsentantenhaus gewählt wurde. Zu den Mitgliedern der Partei zählten vorwiegend Geschäftsleute. In ihrer Ausrichtung galt sie als konservativ. Bei den Unterhauswahlen 1971 stellte sie 14 Kandidaten auf. Allerdings erreichte die Partei mit 3,52 % der Stimmen ein sehr mageres Ergebnis und konnte keinen Sitz im Repräsentantenhaus erlangen. 1974 ging sie in der Antigua Labour Party auf.